# Agrias bella
Agrias bella är en fjärilsart som beskrevs av Peter William Michael 1928. Agrias bella ingår i släktet Agrias och familjen praktfjärilar. Inga underarter finns listade i Catalogue of Life.